# ایگور کولومویسکی
ایگور کولومویسکی (اوکراینی: Ігор Валерійович Коломойський؛ زادهٔ ۱۳ فوریهٔ ۱۹۶۳) کارآفرین، سیاست‌مدار و مدیر ارشد اجرایی اوکراینی-قبرسی است، که مالک و بنیانگذار پریوات‌بانک و رئیس هیئت مدیره باشگاه فوتبال دنیپرو می‌باشد. وی پیش تر استاندار دنیپروپتروفسک بود.